# أباما الأولى
أباما وعرفت أيضا باسم أباما الأولى (باليونانية القديمة: Ἀπάμα) كانت إمرأة نبيلة صغدية وكانت زوجة سلوقس الذي أسس الإمبراطورية السلوقية وكان أول حكامها، تزوجا في شوشان في عام 324 قبل الميلاد. وفقا لآريان، كانت أباما ابنة البارون الصغدي سبيتامينيس. كانت أباما الوحيدة التي أصبحت ملكة من بين النساء اللواتي تزوجن في شوشان في حفلات زواج شوشان التي أعدها الإسكندر الأكبر، واحتفظ بها سلوقس بعد وفاة الإسكندر.
كان لدى أباما ثلاثة أطفال من زوجها: أنطيوخوس الأول (الذي ورث العرش السلوقي)، وأخايوس، وابنة تسمى أيضا أباما.
حوالي 300-297 قبل الميلاد، تزوج سلوقس من ستراتونيس، ابنة ديمتريوس الأول المقدوني، الذي أنجب منها ابنة تدعى فيلا. وفقا لسجل مالالاس، تزوجها بعد وفاة أباما، ولكن وفقا لمصادر أخرى كانت لا تزال على قيد الحياة، حيث كرمها شعب ميليتوس بتمثال في ذلك العام.
وفقا لأبيان (57-8)، سمى زوجها ثلاث مدن على اسمها: أفاميا على نهر العاصي، وأفاميا في الفرات، وأفاميا في ميديا.